# Amantadine
Amantadine (tên thương mại Symmetrel, của Endo Dược phẩm) là một loại thuốc được Cục quản lý Thực phẩm và Dược phẩm Hoa Kỳ chấp thuận cho sử dụng như một loại thuốc chống vi rút và thuốc chống giun sán. Nó là hợp chất hữu cơ 1-adamantylamine hoặc 1-aminoadamantane, có nghĩa là nó bao gồm một trục adamantane có một nhóm amino được thay thế ở một trong bốn vị trí methyne. Rimantadine là một dẫn xuất liên quan chặt chẽ của adamantane có đặc tính sinh học tương tự.
Ngoài việc sử dụng trong y tế, hợp chất này hữu ích như một khối xây dựng trong tổng hợp hữu cơ, cho phép chèn một nhóm adamantyl.
Theo Trung tâm kiểm soát và phòng ngừa dịch bệnh Hoa Kỳ (CDC) 100% mẫu cúm đại dịch theo mùa H3N2 và 2009 được thử nghiệm cho thấy khả năng kháng adamantanes và amantadine không còn được khuyến cáo điều trị cúm ở Hoa Kỳ. Ngoài ra, hiệu quả của nó như là một loại thuốc chống giun sán vẫn chưa được xác định, với Tổng quan Cochrane năm 2003 kết luận rằng không có đủ bằng chứng hỗ trợ hoặc chống lại hiệu quả và an toàn của nó.

## Sử dụng trong y tế

### Bệnh Parkinson
Amantadine được sử dụng để điều trị bệnh Parkinson, cũng như các hội chứng Parkinson. Một tổng quan của Cochrane năm 2003 đã kết luận bằng chứng là không đủ để hỗ trợ việc sử dụng amantadine cho bệnh Parkinson.
Một công thức phát hành mở rộng được sử dụng để điều trị rối loạn vận động, một tác dụng phụ của levodopa đó được thực hiện bởi những người có Parkinson.

### Cúm
Amantadine không còn được khuyến cáo để điều trị nhiễm cúm A. Đối với mùa cúm 2008/2009, CDC đã phát hiện ra rằng 100% mẫu cúm đại dịch theo mùa H3N2 và 2009 được thử nghiệm đã cho thấy khả năng kháng adamantanes. CDC đã đưa ra một cảnh báo cho các bác sĩ để kê toa thuốc ức chế neuraminidase oseltamivir và zanamivir thay vì amantadine và rimantadine để điều trị cúm. Một đánh giá của Cochrane năm 2014 không tìm thấy lợi ích cho việc phòng ngừa hoặc điều trị cúm A.

### Mệt mỏi trong bệnh đa xơ cứng
Amantadine dường như cũng có tác dụng vừa phải đối với chứng mệt mỏi liên quan đến bệnh đa xơ cứng (MS).

## Lịch sử
Amantadine đã được Cơ quan Quản lý Thực phẩm và Dược phẩm Hoa Kỳ phê duyệt vào tháng 10 năm 1966 với tư cách là thuốc dự phòng chống lại bệnh cúm châu Á, và cuối cùng đã nhận được sự chấp thuận cho điều trị bằng Inflenzavirus A  ở người lớn. Vào năm 1969, loại thuốc này cũng được phát hiện một cách tình cờ khi cố gắng giúp giảm các triệu chứng của bệnh Parkinson, các hội chứng ngoại tháp do thuốc gây ra và akathisia.
Vào năm 2017, Cục Quản lý Thực phẩm và Dược phẩm Hoa Kỳ đã phê duyệt việc sử dụng amantadine trong một công thức giải phóng kéo dài được phát triển bởi Adamas Pharma để điều trị chứng khó đọc, một tác dụng phụ của levodopa, những người có kinh nghiệm về Parkinson.